# Seznam evroposlancev iz Združenega kraljestva (1999–2004)
Seznam evroposlancev iz Združenega kraljestva' v mandatu 1999-2004.

## A
- Gordon Adam (Stranka evropskih socialistov) (nastopil 8. februarja 2000)
- Robert Atkins (Evropska ljudska stranka - Evropski demokrati)
- Elspeth Attwooll (Evropska liberalna, demokratska in reformna stranka)

## B
- Richard Balfe (Stranka evropskih socialistov) (izstopil decembra 2001; postal član Evropske ljudske stranke marca 2002)
- Christopher Beazley (Evropska ljudska stranka - Evropski demokrati)
- Lord Bethell (Evropska ljudska stranka - Evropski demokrati) (odstopil 29. septembra 2003)
- Graham Booth (Evropa demokracij in raznolikosti) (nastopil 18. decembra 2002)
- David Bowe (Stranka evropskih socialistov)
- John Bowis (Evropska ljudska stranka - Evropski demokrati)
- Philip Charles Bradbourn (Evropska ljudska stranka - Evropski demokrati)
- Philip Bushill-Matthews (Evropska ljudska stranka - Evropski demokrati)

## C
- Martin Callanan (Evropska ljudska stranka - Evropski demokrati)
- Michael Cashman (Stranka evropskih socialistov)
- Giles Chichester (Evropska ljudska stranka - Evropski demokrati)
- Nicholas Clegg (Evropska liberalna, demokratska in reformna stranka)
- Richard Corbett (Stranka evropskih socialistov)
- John Corrie (Evropska ljudska stranka - Evropski demokrati)

## D
- Chris Davies (Evropska liberalna, demokratska in reformna stranka)
- Nirj Deva (Evropska ljudska stranka - Evropski demokrati)
- Alan Donnelly (Stranka evropskih socialistov) (odstopil 21. januarja 2000)
- Den Dover (Evropska ljudska stranka - Evropski demokrati)
- Andrew Duff (Evropska liberalna, demokratska in reformna stranka)

## E
- James Elles (Evropska ljudska stranka - Evropski demokrati)
- Jillian Evans (Skupina Zelenih-Evropska svobodna zveza)
- Jonathan Evans (Evropska ljudska stranka - Evropski demokrati)
- Robert Evans (Stranka evropskih socialistov)

## F
- Nigel Farage (Evropa demokracij in raznolikosti)
- Glyn Ford (Stranka evropskih socialistov)
- Jacqueline Foster (Evropska ljudska stranka - Evropski demokrati)

## G
- Neena Gill (Stranka evropskih socialistov)
- Robert Goodwill (Evropska ljudska stranka - Evropski demokrati)
- Pauline Green (Stranka evropskih socialistov) (odstopil 21. decembra 1999)

## H
- Daniel Hannan (Evropska ljudska stranka - Evropski demokrati)
- Malcolm Harbour (Evropska ljudska stranka - Evropski demokrati)
- Christopher Heaton-Harris (Evropska ljudska stranka - Evropski demokrati)
- Roger Helmer (Evropska ljudska stranka - Evropski demokrati)
- Michael Holmes (Evropa demokracij in raznolikosti) (od 20. marca 2000 kot neodvisni, odstopil 15. decembra 2002)
- Mary Honeyball (Stranka evropskih socialistov)
- Richard Howitt (Stranka evropskih socialistov)
- Ian Hudghton (Skupina Zelenih-Evropska svobodna zveza)
- Stephen Hughes (Stranka evropskih socialistov)
- Christopher Huhne (Evropska liberalna, demokratska in reformna stranka)
- John Hume (Stranka evropskih socialistov)

## I
- Richard Inglewood (Evropska ljudska stranka - Evropski demokrati)

## J
- Caroline Jackson (Evropska ljudska stranka - Evropski demokrati)

## K
- Bashir Khanbhai (Evropska ljudska stranka - Evropski demokrati)
- Glenys Kinnock (Stranka evropskih socialistov)
- Timothy Kirkhope (Evropska ljudska stranka - Evropski demokrati)

## L
- Jean Lambert (Skupina Zelenih-Evropska svobodna zveza)
- Caroline Lucas (Skupina Zelenih-Evropska svobodna zveza)
- Sarah Ludford (Evropska liberalna, demokratska in reformna stranka)
- Elizabeth Lynne (Evropska liberalna, demokratska in reformna stranka)

## M
- Alexander Macmillan (Evropska ljudska stranka - Evropski demokrati)
- Linda McAvan (Stranka evropskih socialistov)
- Arlene McCarthy (Stranka evropskih socialistov)
- Neil MacCormick (Skupina Zelenih-Evropska svobodna zveza)
- Edward McMillan-Scott (Evropska ljudska stranka - Evropski demokrati)
- Eryl Margaret McNally (Stranka evropskih socialistov)
- David Martin (Stranka evropskih socialistov)
- Bill Miller (Stranka evropskih socialistov)
- Claude Moraes (Stranka evropskih socialistov)
- Eluned Morgan (Stranka evropskih socialistov)
- Simon Murphy (Stranka evropskih socialistov)

## N
- Bill Newton Dunn (Evropska ljudska stranka - Evropski demokrati) (izključen iz stranke 3. septembra 2000; prestopil v Evropsko liberalno, demokratsko in reformno stranko 21. novembra 2000)
- Jim Nicholson (Evropska ljudska stranka - Evropski demokrati)
- Baroness Nicholson of Winterbourne (Evropska liberalna, demokratska in reformna stranka)

## O
- Mo O'Toole (Stranka evropskih socialistov)

## P
- Ian Paisley (Demokratična unionistična stranka)
- Neil Parish (Evropska ljudska stranka - Evropski demokrati)
- Roy Perry (Evropska ljudska stranka - Evropski demokrati)
- James Provan (Evropska ljudska stranka - Evropski demokrati)
- John Purvis (Evropska ljudska stranka - Evropski demokrati)

## R
- Mel Read (Stranka evropskih socialistov)

## S
- Brian Simpson (Stranka evropskih socialistov)
- Peter Skinner (Stranka evropskih socialistov)
- Struan Stevenson (Evropska ljudska stranka - Evropski demokrati)
- Catherine Stihler (do poroke kot Catherine Taylor) (Stranka evropskih socialistov)
- Robert Sturdy (Evropska ljudska stranka - Evropski demokrati)
- David Sumberg (Evropska ljudska stranka - Evropski demokrati)

## T
- Charles Tannock (Evropska ljudska stranka - Evropski demokrati)
- Catherine Taylor, glej Catherine Stihler
- Jeffrey Titford (Evropa demokracij in raznolikosti)
- Gary Titley (Stranka evropskih socialistov)
- Ian Twinn (Evropska ljudska stranka - Evropski demokrati) (nastopil 21. oktobra 2003)

## V
- Geoffrey Van Orden (Evropska ljudska stranka - Evropski demokrati)
- Theresa Villiers (Evropska ljudska stranka - Evropski demokrati)

## W
- Diana Wallis (Evropska liberalna, demokratska in reformna stranka)
- Graham Watson (Evropska liberalna, demokratska in reformna stranka)
- Mark Watts (Stranka evropskih socialistov)
- Phillip Whitehead (Stranka evropskih socialistov)
- Eurig Wyn (Skupina Zelenih-Evropska svobodna zveza)
- Terence Wynn (Stranka evropskih socialistov)